# Silnice II/248
Silnice II/248 je česká silnice II. třídy v okrese Ústí nad Labem, vedoucí od česko-německého silničního hraničního přechodu Petrovice-Bahratal přes Nakléřovský průsmyk do Varvažova u Telnice, kde se napojuje na silnici I/13. Na své čtrnáctikilometrové délce překonává převýšení téměř 400 metrů a prochází obcemi Petrovice a Telnice. Nedaleko Petrovic je ze silnice sjezd a nájezd na dálnici D8, která Nakléřovskou hornatinu paralelně překonává tunely Libouchec a Panenská.